# Будинок вчених (пам'ятка природи)
Буди́нок вче́них — ботанічна пам'ятка природи місцевого значення в Україні. Об'єкт природно-заповідного фонду Харківської області.

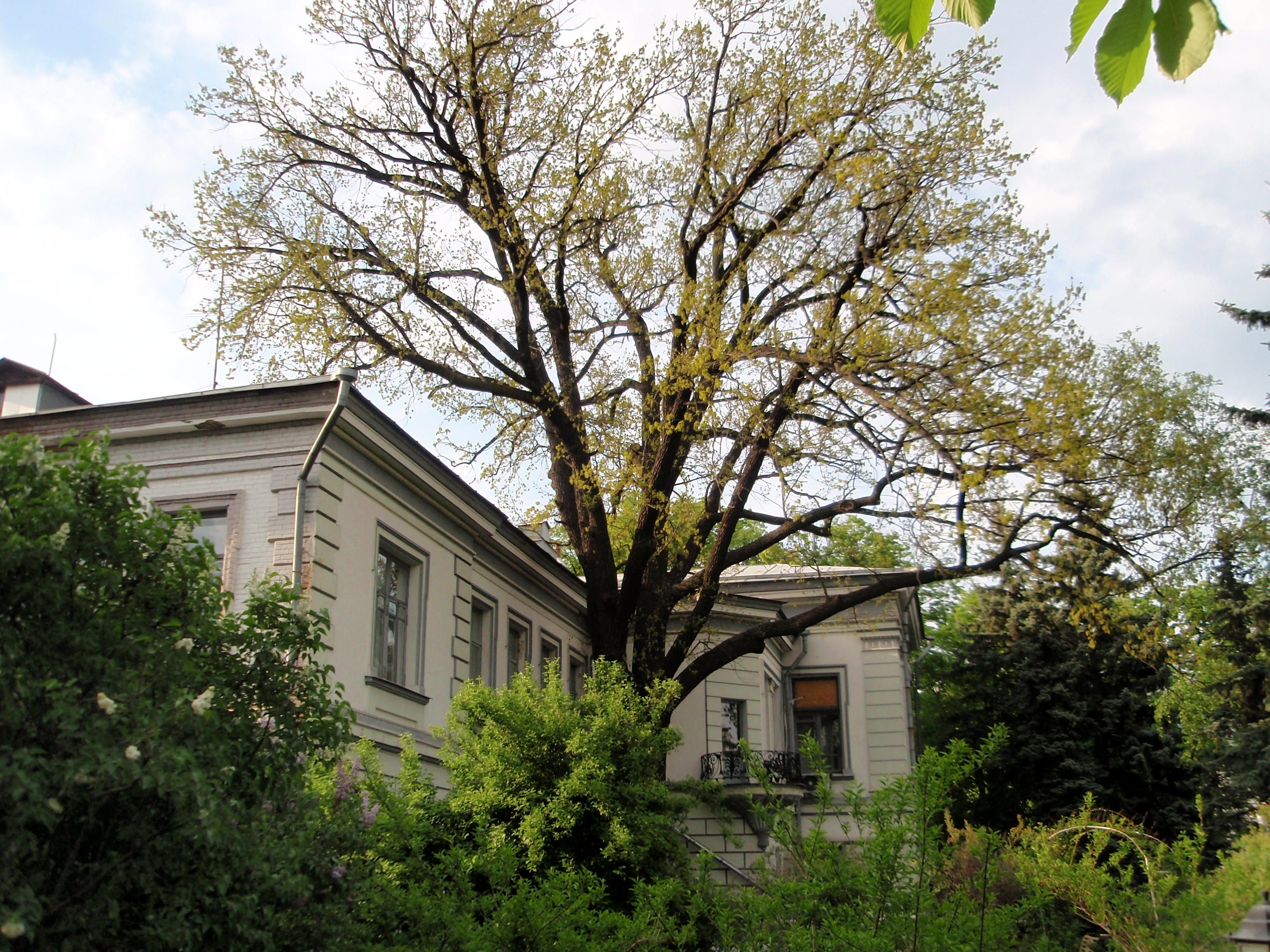
Дуб навесні

Розташована в місті Харків, на вулиці Жон Мироносиць, 10.
Площа 0,1 га. Створено рішенням облвиконкому від 3 грудня 1984 року № 562. Перебуває у віданні Будинку вчених Міністерства культури та туризму України.
Являє собою залишок корінних дубових лісів. Охороняється 1 дуб черешчатий віком понад 200 років.